# Chun Hyung-pil
Chun Hyung-pil (전형필, 29 juillet 1906 ~ 26 janvier 1962 à Séoul, est un collectionneur d'œuvres d'art coréen qui dans les années 1930 a racheté de nombreux biens culturels de son pays pour éviter leur départ vers l'étranger. Il est connu par son nom de plume, Gansong. Sa collection est actuellement présentée au musée d'art Gansong à Séoul.